# Sericia obalauae
Sericia obalauae är en fjärilsart som beskrevs av Bethune-Baker 1915. Sericia obalauae ingår i släktet Sericia och familjen nattflyn. Inga underarter finns listade i Catalogue of Life.